# Callimenellus opacus
Callimenellus opacus är en insektsart som först beskrevs av Brunner von Wattenwyl 1893.  Callimenellus opacus ingår i släktet Callimenellus och familjen vårtbitare. Inga underarter finns listade i Catalogue of Life.